# Waaiervormige kerk

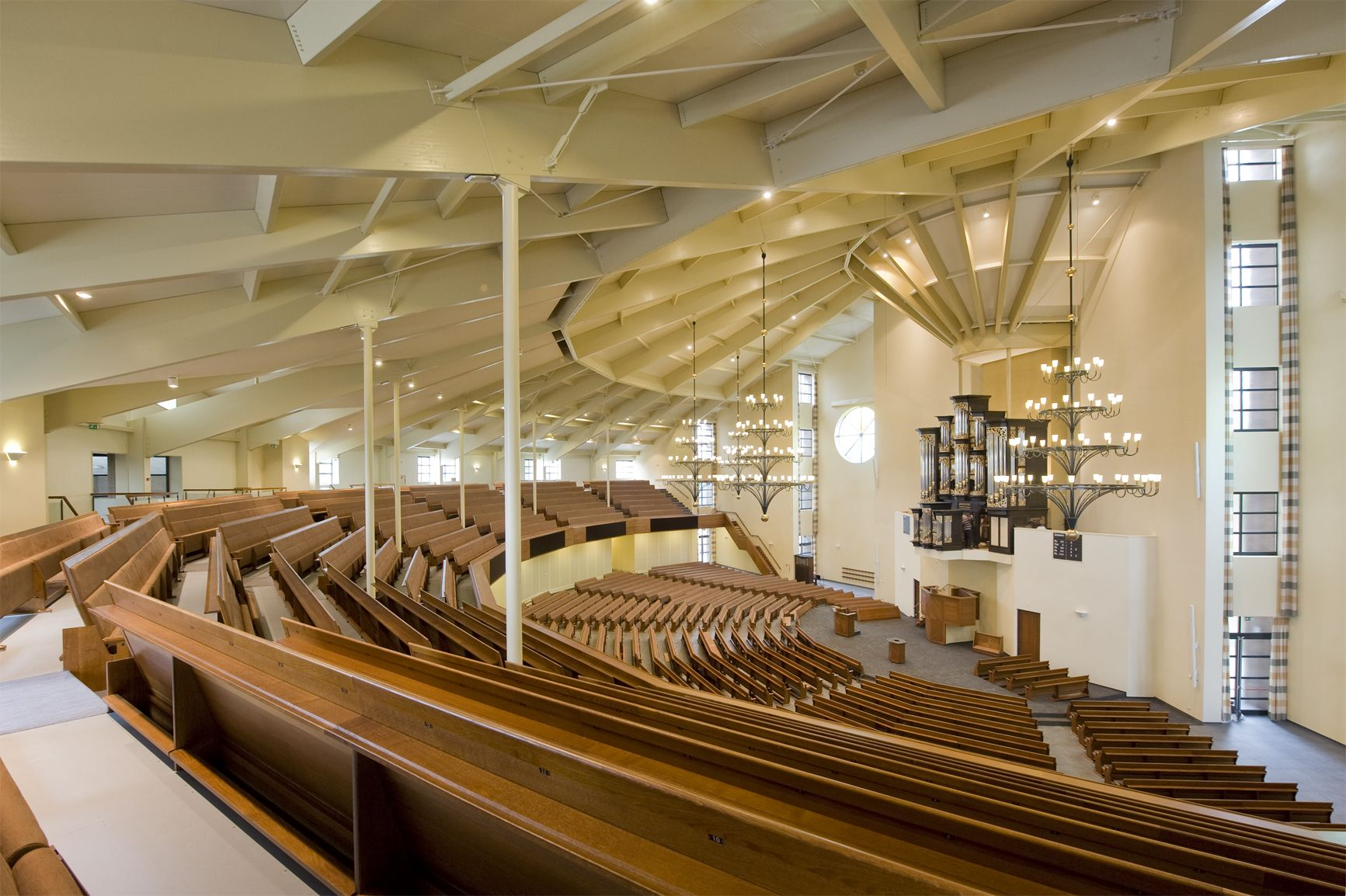
Kerkinterieur Gereformeerde Gemeente in Nederland te Barneveld

Een waaiervormige kerk is een -meestal protestantse- kerk met een centraal geplaatste kansel en amfitheatersgewijs gegroepeerde zitplaatsen die op de kansel gericht zijn. Aldus krijgt de kerkplattegrond een waaier- of wigvorm.

## Gereformeerd
Het basisidee van een dergelijke kerk-architectuur is neergelegd in het boek: Onze Eeredienst, van de gereformeerde voorman Abraham Kuyper (1911). Op deze wijze werd een ander type kerk geschapen dan de bij de katholieken vaak voorkomende kruiskerk of de zaalkerk die bij de protestantse kerken gebruikelijk was.
Een pionier op het gebied van de bouw van dergelijke kerken was Berend Tobia Boeyinga. Deze ontwierp een gereformeerde kerk aan de Kloppersingel te Haarlem, die in 1927 gereedkwam. Het was een voorbeeld van baksteenexpressionisme, met onder meer paraboolbogen in het interieur. Deze kerk brandde echter in 2003 af. In 1928 kwam de Ontmoetingskerk te Bergen op Zoom gereed, oorspronkelijk eveneens als een gereformeerde kerk gebouwd en ook tegenwoordig nog in gebruik, bij de PKN. De laatstgenoemde kerk is een verkleinde uitvoering van de kerk aan de Kloppersteeg.
De gereformeerde kerk van Beetgumermolen uit 1925 heeft een waaiervorm, evenals de gereformeerde Oosterkerk te Zeist, uit 1935. Van veel recenter datum is de Regenboogkerk te Nuenen, uit 1999.

## Katholiek
Een waaiervormige katholieke kerk is de Fatimakerk aan de Coenraed Abelstraat 31a in de Molenwijk te Weert, ontworpen door Pierre Weegels en ingewijd in 1955.